# Hvad ingen ser
Hvad ingen ser – En samling berättelser är en novellsamling av Alfhild Agrell, utgiven 1885 på Joseph Seligmanns förlag.

## Novellerna
Hvad ingen ser består av sammanlagt fem noveller:
Utan kärlek
I Utan kärlek skildras en ung kvinna som bedriver en fåfäng och egoistisk jakt på sin makes uppskattning.
En
I En skildras en fattig arbetarpojke i Stockholm fram till dennes död vid 16 års ålder.
En gåta
Berättelsen skildrar en kvinna i 35-årsåldern som av kärlek gifter sig under sin sociala klass med en tio år yngre man.
Skymning
Novellen handlar om en kvinna som ställs inför valet att antingen leva ett liv i sanning eller ett liv i förnekelse.
Förnekelse
Förnekelse skildrar hur en ung kvinnas liv saboteras av en faderskonflikt.

## Mottagande
Hvad ingen ser fick ett blandat mottagande i pressen. Den uppmärksammades främst i samlingsrecensioner, även om den fick störst utrymme i dessa. Generellt var recensenterna överens om att novellisten Agrell inte kunde mäta sig med dramatikern Agrell. I Dagens Nyheter skrev anmälaren att Hvad ingen ser var "ett nytt intressant bevis på denna skriftställarinnas förmåga av färgrik och kraftig skildring". Aftonbladet menade "att fru Agrells stora talang gör sig gällande på även det novellistiska området, skulle hon också hava något ytterligare att där lära". Urban von Feilitzen (signaturen Robinson) gav verket både ris och ros. Han fann novellerna originella och sprungna "ur våra samhällssvårigheters och samfundsfördomars olycksfödande moderssköte". Han menade dock att gestaltningen lämnade en del övrigt att önska. I Svenska Dagbladet jämfördes Agrell med Anne Charlotte Leffler, till Agrells fördel. Recensenten menade dock att boken inte var något mästerverk, men att de hade som styrka att den innehåller "berättelser och icke predikningar". Den mest negative recensenten var Carl David af Wirsén som var förvånad över att boken överhuvudtaget hade utkommit.

## Utgåvor
- Hvad ingen ser: en samling berättelser. Stockholm: Seligmann. 1885. Libris 1814474